# Споменик пријатељства
Споменик пријатељства се налази у Спомен комплексу Спомен-парк Крагујевачки октобар, рад је румунског архитекте Антона Стојкуа, подигнут 1994. године. 
Споменик је поклон румунског града Питештија. Обликован је као отворена књига, раширених листова, који се полако трансформишу у број 21. Када се погледа са предње стране сви листови се стапају у форму голуба, који је универзални симбол мира.